# Torre circolare

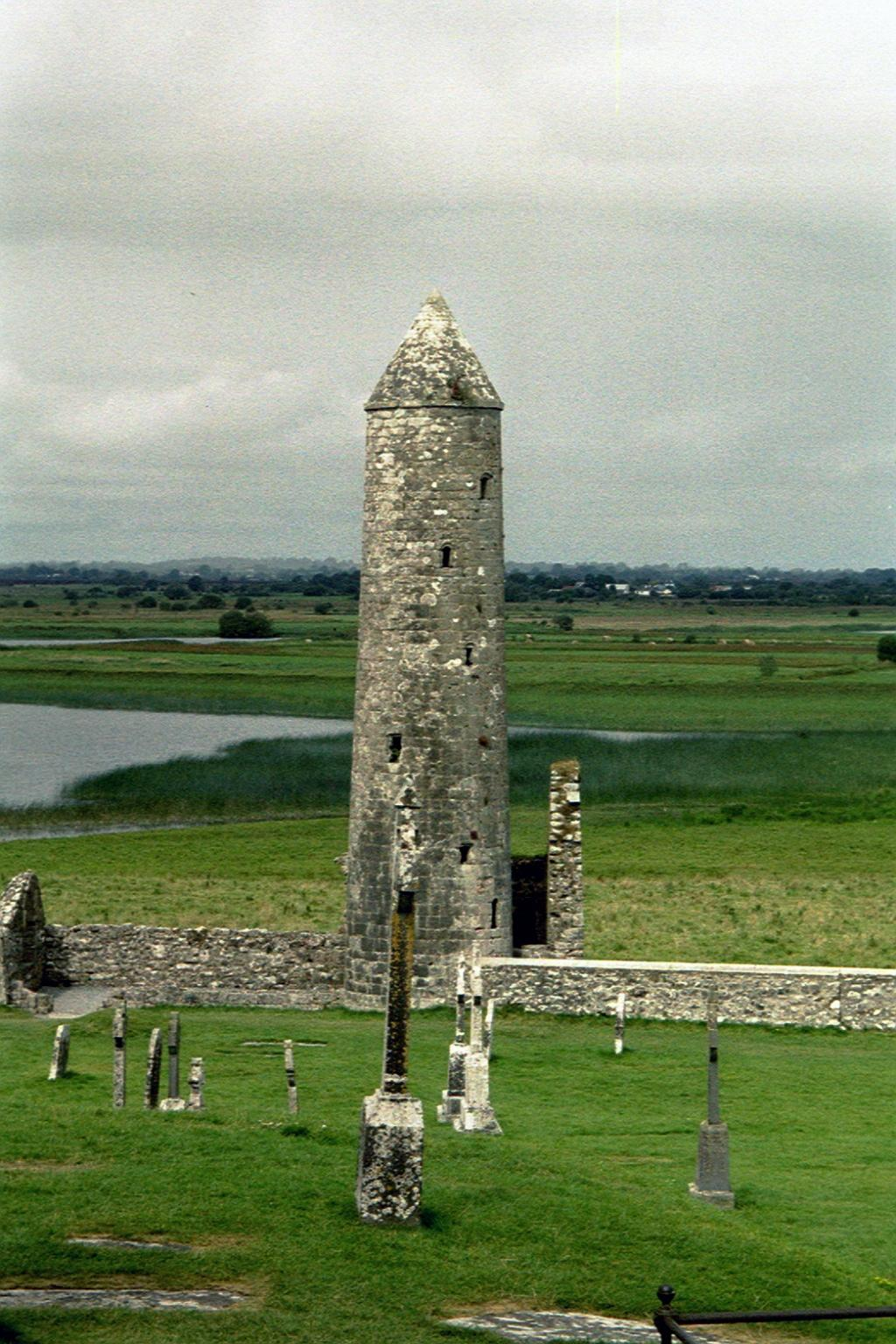
La torre circolare del monastero di Clonmacnoise, Irlanda

Le torri circolari (in inglese: Round Tower) sono delle torri di pietra edificate nell'alto medioevo soprattutto in Irlanda e in misura minore in Scozia.
Benché fra gli studiosi non vi sia completo accordo sullo scopo delle torri, le ipotesi prevalenti sostengono fossero torri campanarie oppure costruite a scopo difensivo e usate, all'occorrenza, per entrambi gli scopi. 
Generalmente situate nei pressi di una chiesa o di un monastero la porta delle torri è rivolta verso la porta occidentale della chiesa, ciò ha permesso di individuare la localizzazione di alcune chiese ormai scomparse in prossimità di una torre o dei suoi resti. 
Le torri hanno un'altezza variabile tra i 18 e i 40 m, la più elevata è quella di Kilmacduagh in Irlanda. L'aspetto della muratura differisce a seconda dell'epoca di costruzione, le prime torri sono edificate con pietre grezze mentre le successive presentano un aspetto più curato. 
La porta è posizionata nella parte inferiore della torre ad un'altezza variabile tra i 2 e i 6 metri accessibile quindi solo per mezzo di una scala. Dentro vi sono uno o due piani collegati da scale. 
Le uniche aperture delle torri sono delle feritoie situate nella parte più elevata, il tetto è di pietra, solitamente di forma conica.
Furono costruite fra il IX e il XII secolo. In Irlanda si suppone ne esistessero circa 120, di gran parte di queste restano solo rovine, una ventina circa è ancora in condizioni pressoché perfette. In Scozia gli unici due esempi di torri ancora conservate sono quella di Brechin e quella di Abernethy.

## Le torri esistenti
Torri circolari sono visibili nelle seguenti località:

### Irlanda

#### Repubblica d'Irlanda
- Ardmore, Co. Waterford
- Clondalkin, Co. Dublin
- Cashel, Co. Tipperary
- Clonmacnoise, Co. Offaly
- Cloyne, Co. Cork
- Dysert 0´Dea Co. Clare
- Glendalough, Co. Wicklow
- Holy Island nel Lough Derg Co. Clare
- Kildare, Co. Kildare
- Kilkenny, Co. Kilkenny
- Killala, Co. Mayo
- Kilmacduagh, Co. Galway
- Kilree presso Kells, Co. Kilkenny
- Kinneigh, Co. Cork
- Lusk, Co. Dublin
- Meelick, Swinford, Co. Mayo
- Monasterboice, Co. Louth
- Scattery Island, Co. Clare
- Timahoe, Co. Laios
- Tory Island, Co. Donegal
- Turlough, Castlebar, Co. Mayo
- Rattoo, Co. Kerry

#### Irlanda del Nord
- Antrim, Co. Antrim
- Devenish Island, Co. Fermanagh

### Scozia
- Abernethy, Perthshire, (Scozia)
- Brechin, Tayside (Scozia)

### Isola di Man
- Peel Castle, sull'Isola di Man